# Роковая музыка
«Ро ́ковая музыка» (англ. Soul Music, дословно: Соул или Музыка Души) — юмористическое фэнтези английского писателя Терри Пратчетта, написано в 1994 году.
Шестнадцатая книга из цикла «Плоский мир», третья книга подцикла о Смерти и его внучке Сьюзан.
По книге студией Cosgrove Hall был создан мультфильм для Channel 4.

## Сюжет
Эта книга рассказывает о первой в истории Диска суперлуне Дионе Селине и его группе, исполняющей «музыку, в которой звучит глас Рока», об их короткой, но головокружительной музыкальной карьере.
Новый жанр музыки покорил Анк-Морпорк, даже волшебники Незримого Университета сменили длинные балахоны на мантии из черной кожи, что совсем не по душе аркканцлеру Незримого Университета. Когда за дело взялся С. Р. Б. Н. Достабль, известность группы вышла далеко за пределы Анк-Морпорка — и группа отправилась в концертный тур, в течение которого свела с ума весь Плоский мир.
Но это не все проблемы, так как Смерть опять бросает свои обязанности и отправляется в народ. В этом романе впервые появляется внучка Смерти — Сьюзан, дочь Мора и Изабель, которая временно замещает дедушку. Именно она должна спасти Плоский мир от свалившейся на него напасти, но всё получается совсем не так, как она хотела… Но в конце книги появляется Смерть и восстанавливает порядок (пусть и нарушив при этом ряд правил).
Люди, разбирающиеся в истории рок-музыки, найдут в книге множество отсылок на реально существующие рок-группы и названия песен.

## Главные герои
- Сьюзан
- Смерть
- Дион Селин — он же Бадди
- С. Р. Б. Н. Достабль
- Лава Купорос — тролль, играющий «музыку, добытую из камней». Он же Утес (Клифф)
- Золто Золтссон — гном, играет на трубе, но дует «во что угодно». Он же Золто
- господин Клеть — управляющий делами Гильдии Музыкантов
- Смерть Крыс
- Альберт — слуга Смерти, бывший волшебник, помешан на правилах и жареных продуктах
- Ворон — типичный «каркающий ворон на черепе», работает на волшебника, помогает Смерти Крыс с переводом
- Бинки
- Библиотекарь Незримого Университета
- Наверн Чудакулли

## Второстепенные персонажи
- Госпожа Эвлалия Ноно — управительница колледжа
- Шнобби Шноббс — капрал Городской Стражи
- Колон — сержант Городской Стражи
- старуха из лавки музыкальных инструментов
- говорящий череп
- Железная Лили — преподаватель физкультуры
- принцесса Нефрита — дочь тролля, «короля целой горы»
- Глория, дочь Тога — гном
- Кассандра Лисс и леди Сара Благост
- Моркоу — капитан Городской Стражи
- Гибискус Дунельм — последний владелец «Барабана»
- семь валькирий
- Вольф Счастливчик
- профессор современного руносложения
- заведующий кафедрой беспредметных изысканий
- главный философ
- казначей
- декан
- Думинг Тупс — самый молодой преподаватель Незримого Университета
- Тез Кошмарный, Сказз, Чокнутый Дронго (Адриан Турнепс) — студенты Незримого Университета
- Госпожа Герпес — домоправительница Незримого Университета (НУ)
- Молли, Полли, Долли — служанки с кухни НУ
- Лорд Витинари — патриций
- Хромоногий Майкл
- Берт Фендлер — гитарных дел мастер
- Гиббссон — его помощник
- Крэш, Джимбо, Нодди, Падла — будущие луны Плоского мира
- Гортлик и Хаммерджаг — гномы-создатели «Крыс-музыки»
- Келли — королева Сто Лата
- Мор — ученик Смерти, муж Изабель, отец Сьюзен
- Изабель — дочь Смерти, мать Сьюзен
- Асфальт — плоский тролль, рождён для шоу-бизнеса
- Губошлеп — Гильдия Музыкантов
- Лорд Низз — глава Гильдии Наемных Убийц